# Microsa chickeringi
Espèce
Microsa chickeringi est une espèce d'araignées aranéomorphes de la famille des Gnaphosidae.

## Distribution
Cette espèce est endémique des îles Vierges. Elle se rencontre aux îles Vierges des États-Unis à Saint Thomas et à Saint John et aux îles Vierges britanniques à Virgin Gorda.

## Description
Le mâle holotype mesure 1,72 mm et les femelles de 1,87 à 2,34 mm.

## Étymologie
Cette espèce est nommée en l'honneur d'Arthur Merton Chickering.

## Publication originale
- Platnick & Shadab, 1977 : A new genus of the spider subfamily Gnaphosinae from the Virgin Islands (Araneae, Gnaphosidae). Journal of Arachnology, vol. 3, p. 191-194 (texte intégral).